# Neophisis obiensis
Neophisis obiensis är en insektsart som först beskrevs av Morgan Hebard 1922.  Neophisis obiensis ingår i släktet Neophisis och familjen vårtbitare. Inga underarter finns listade i Catalogue of Life.